# آریایی افتخاری

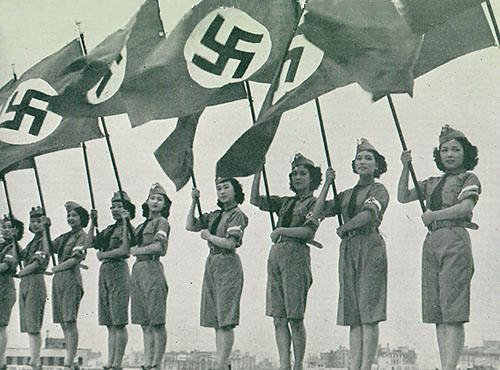
زنان محور ژاپنی

آریایی افتخاری (آلمانی: Ehrenarier) عبارتی بود که در آلمان نازی برای توصیف وضعیت غیررسمی اشخاصی، از جمله میشلینگ‌ها، که بر اساس معیارهای نازی متعلق به نژاد آریایی شمرده نمی‌شدند، اما به‌طور غیررسمی بخشی از آن محسوب می‌شدند به کار می‌رفت.

## موارد قابل ذکر
- هیتلر اعلام کرد که مردمان ژاپنی آریایی‌های افتخاری هستند.[۱][۲][۳][۴]
- هیتلر اعلام کرد فنلاندی‌ها، مجارها و ترک‌ها آریایی هستند.[۵][۶] , ترکیه در بیشتر جنگ بیطرف بود و موافقتنامه برای تأمین کرومیت به آلمان را اجرا نکرد، در عوض آن را در کنار تنباکو و میوه خشک به ایالات متحده آمریکا و بریتانیا فروخت.[۷]